# Parafia św. Jana Nepomucena w Żeliszowie
św. Jana Nepomucena w Żeliszowie – parafia rzymskokatolicka w dekanacie Bolesławiec Wschód w diecezji legnickiej. Erygowana w 1972 roku.
Obsługiwana przez księży archidiecezjalnych. Jej proboszczem jest ks. dr Tomasz Krauze .